# Trossachs
De Trossachs (Schots-Gaelisch: Na Trosaichean) vormen een klein bosrijk glen in het raadsgebied Stirling (Stirling council) in Schotland, gelegen aan de zuidkant van de centrale Schotse Hooglanden. Het gebied wordt in het noorden begrensd door de Ben A’an, in het zuiden door de Ben Venue, in het westen door Loch Katrine en in het oosten door Loch Achray. Dwars door het gebied loopt een tolweg, The Three Lochs forest route, die echter zodanig verborgen ligt (bereikbaar via een kleine parkeerplaats langs de A821 nabij Duke's Pass) dat er nauwelijks verkeer komt.
De Trossachs herbergen een groot aantal lochs, waarvan de bekendste Loch Katrine, Loch Ard, Loch Achray en Loch Venachar zijn. Typisch voor het gebied zijn de vele loofbomen. De regio werd bekend door twee verhalen van Sir Walter Scott. In Rob Roy en The Lady of the Lake vormen de Trossachs het decor.
Feitelijk wordt de benaming Trossachs gebruikt voor een groter gebied, ten oosten van Loch Lomond. Samen met dit meer vormt het gebied het eerste nationaal park van Schotland, het Nationaal park Loch Lomond en de Trossachs. Het gebied is de woonplaats voor vele soorten wilde dieren, maar ook van mensen, omdat behalve uitgestrekte natuurgebieden ook diverse dorpen deel uitmaken van het nationaal park.